# معماری منظر

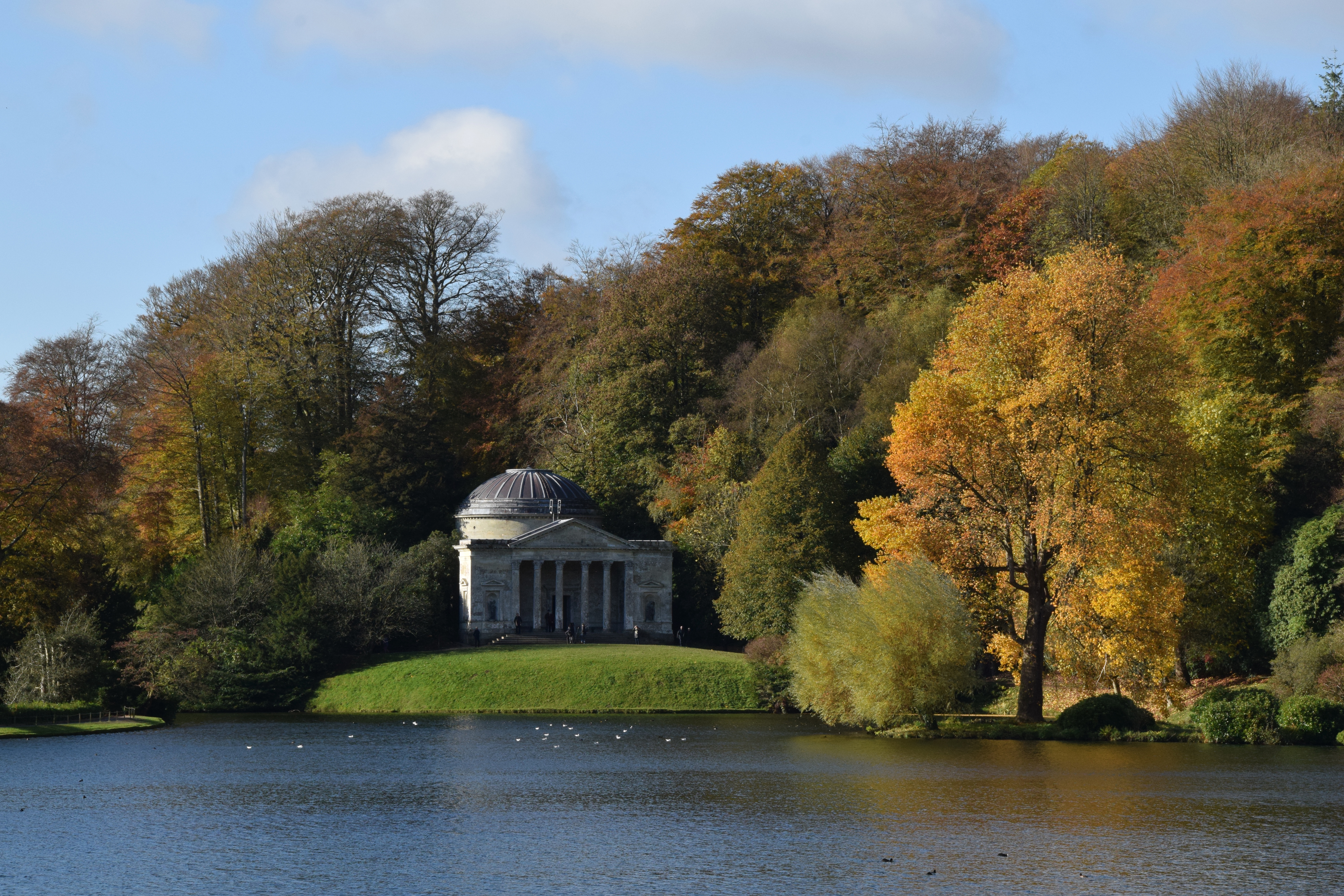
استورهد در ویلتشایر، انگلستان، که توسط هنری هور (۱۷۰۵–۱۷۸۵) طراحی شده‌است. "او اولین معمار چشم‌اندازی بود که با یک طراحی، بالاترین درجه از نبوغ را از خود نشان داد."

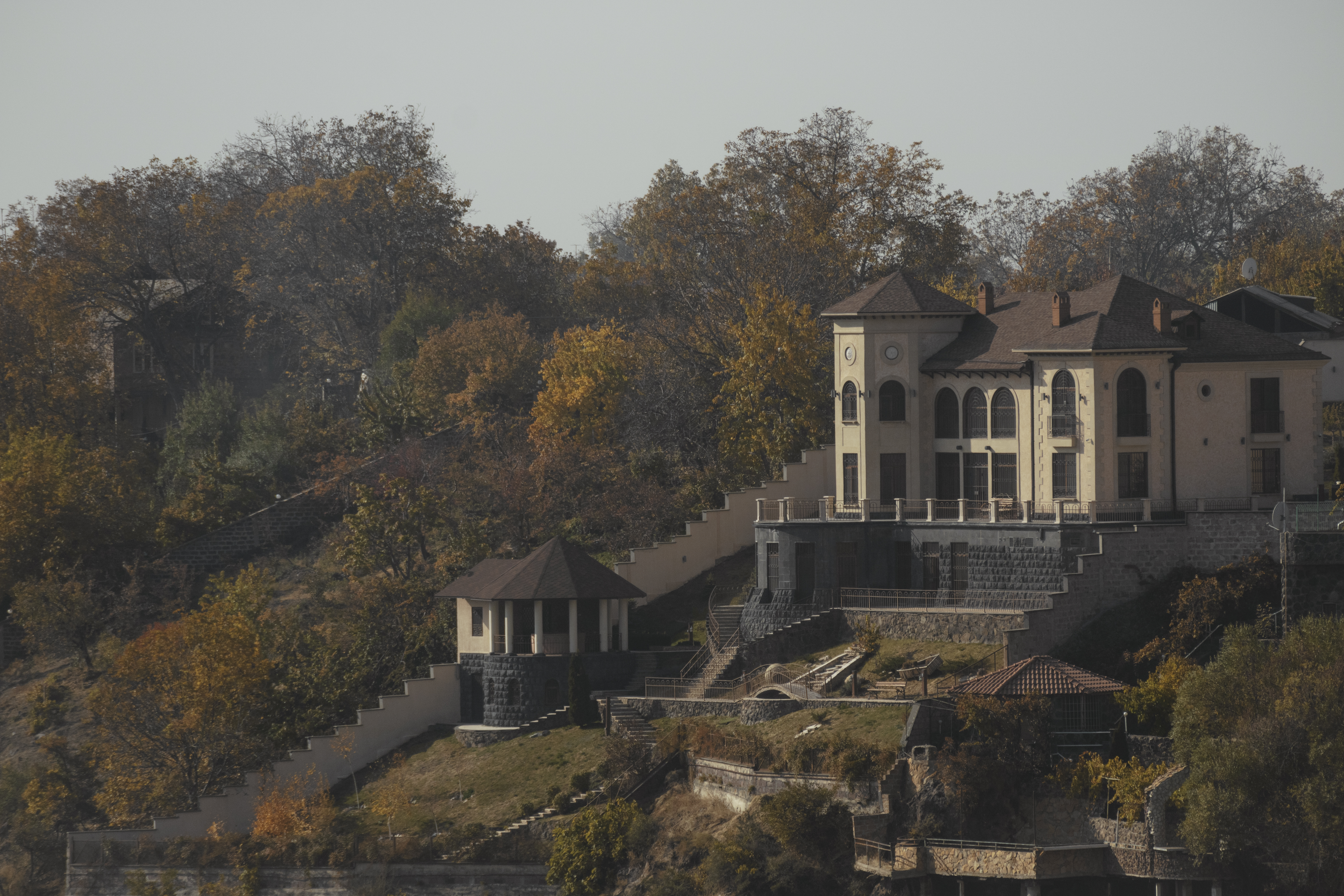
یک خانه روستایی در ارمنستان با چشم اندازی در رو به رو

معماری چشم‌انداز یا معماری منظر (به انگلیسی: Landscape architecture)، طراحی فضاهای بیرون از منزل، نشانه‌های دیدنی و سازه‌ها برای دستیابی به نتایج زیست‌محیطی، اجتماعی-رفتاری یا زیبایی‌شناسی است. این کار شامل طراحی سیستماتیک و مهندسی عمومی سازه‌های مختلف برای ساخت و ساز و استفاده انسانی، بررسی شرایط اجتماعی، زیست‌محیطی و خاک موجود و فرایندهای موجود در چشم‌انداز و طراحی مداخلات دیگر است که نتایج مطلوبی را ایجاد می‌کند. این رشته به شکل آکادمیک و رسمی از آمریکا و توسط معمار آمریکایی فردریک لا المستد آغاز شد. عناصر اصلی منظر عبارتند از آب، خاک، نور، باد و گیاه.

## تعریف
این رشته تلفیقی از علوم مهندسی شهرسازی و مهندسی معماری است که به طراحی و فضاسازی در محیط باز می‌پردازد. معماری چشم‌انداز می‌تواند مربوط به یک بنا، پارک (بوستان) و غیره باشد. اما واقعیت این است که چنین تعریفی احتمالاً در آمریکا طرفدارانی داشته باشد. در تعریف معماری چشم‌انداز در اروپا بیشتر بر جنبه‌های انسانی و ذهنی آن تأکید می‌شود و این رشته مستقل به‌شمار می‌رود. به عنوان مثال کوین لینچ در دهه ۸۰ میلادی چنین دیدگاهی به معماری چشم‌انداز دارد (که البته امروزه دارای اعتبار نیست): «معماری چشم‌انداز همان طراحی شهری ولی در سطح پایین است. معماری چشم‌انداز در مورد انسان و نحوهٔ آرامش آن بحث می‌کند؛ یعنی هرچه قدر معماری چشم‌انداز ما بهتر باشد، منظر ما در همهٔ زمینه‌ها -چه در زمینهٔ فرهنگی و چه در زمینهٔ اجتماعی- پیشرفت خواهد کرد.»
در بیشتر تعریف‌ها از معماری چشم‌انداز و بیش از همه؛ بر تقویت ارتباط میان انسان و طبیعت و محیط تأکید شده‌است. همچنین به عنوان هنر و دانش تنظیم شرایط و زمینه‌سازی درک زیبایی و احساس خوشی و آسایش در محیط‌های طبیعی و انسان ساخت، به ویژه در بخش وسیعی از فضاهای باز جوامع زیستی با تکیه بر برخی علوم پایه و مهندسی (نظیر بوم‌شناسی، زمین‌شناسی، گیاه‌شناسی و باغبانی، آب و سیویل است؛ لذا در این رشته و حرفه تلاش می‌شود در مقیاس‌های متفاوت از آمایش سرزمین تا فضاهای خرد، به ویژه به پایداری محیطی، فرایندها و زیبایی‌های بوم‌شناسی، پرداخت و آماده‌سازی زمین، نمایش خوانا و جذاب جلوه‌های محیط طبیعی و عناصر مهمی چون آب و گیاه در فضاهای باز توجه شود. بعلاوه، این رشته و تخصص نقش بسیار مهمی را در مدیریت بهره‌برداری، نگهداری و برقراری تعادل میان مجموعه عوامل و عناصر طبیعی و مصنوع در جوامع زیستی ایفا می‌کند.

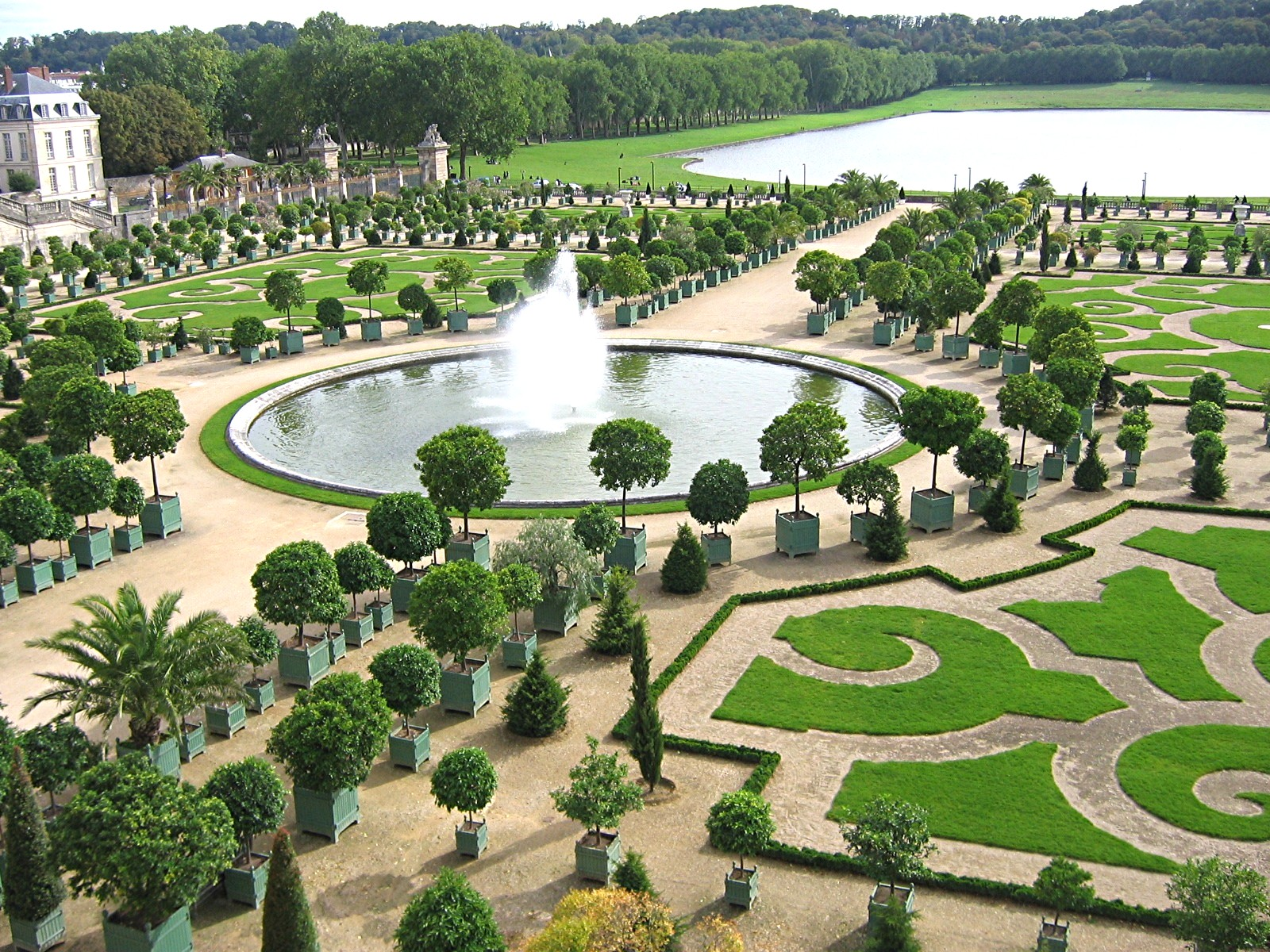
نارنجستان در کاخ ورسای، خارج از پاریس

با توجه به مطالعات، آنچه در طی قرن گذشته و سال‌های آغازین قرن بیست ویکم به عنوان تعریف معماری چشم‌انداز یا چارچوب کلی فعالیت‌های آن ارائه شده‌است؛ از یکسو برآمده از دانش ضمنی و آموزه‌های محیطی انسان برای همنشینی با محیط طبیعی در تاریخ تمدن و بستر زندگی در جوامع زیستی است. ازسوی دیگر، متکی بر دیدگاه‌های برخی صاحبنظران و متخصصانی است که هر یک براساس باورها، ارزش‌های فرهنگی، دانش و تجربه‌های خود به موضوع منظر و فعالیت‌های معماری منظر پرداخته‌اند.
بدین ترتیب، فعالیت کنونی «معماری چشم‌انداز» همچنان ضمن اتکا وبهره‌مندی از سنت‌ها و تجربه‌های تمدن‌های کهن در پرداخت محیط و ساماندهی چشم‌انداز، از تجربه‌ها و دانش نوین در حوزه‌های برنامه‌ریزی و طراحی، باغبانی، بوم‌شناسی، فناوری و مهندسی آب و خاک، تأسیسات زیرساخت، مواد و مصالح و غیره برای توسعه کیفی محیط زندگی انسان و نیز صیانت از منابع طبیعی و ارزش‌های فرهنگی بهره‌مند می‌شود. با توجه به اهدف کنونی معماری منظر، بیشتر دیدگاه‌ها و رویکردها بر جنبه‌هایی تأکید دارند که در آن کلی نگری موج می‌زند؛ آنگونه که آسایش، سلامت و رفاه انسان با سلامت محیط طبیعی، بوم‌شناسی و اکوسیستم‌های حیاتی درگرو هم و یکپارچه فرض شده‌اند. دراین مورد البته تأکید بیشتر بر جنبه‌هایی است که نقش تعیین‌کننده بر مفاهیم پایداری دارند و تأثیر کلی نگری بر شناخت مسائل جزئی و تعدیل کاستی‌های موجود بسیار زیاد است.

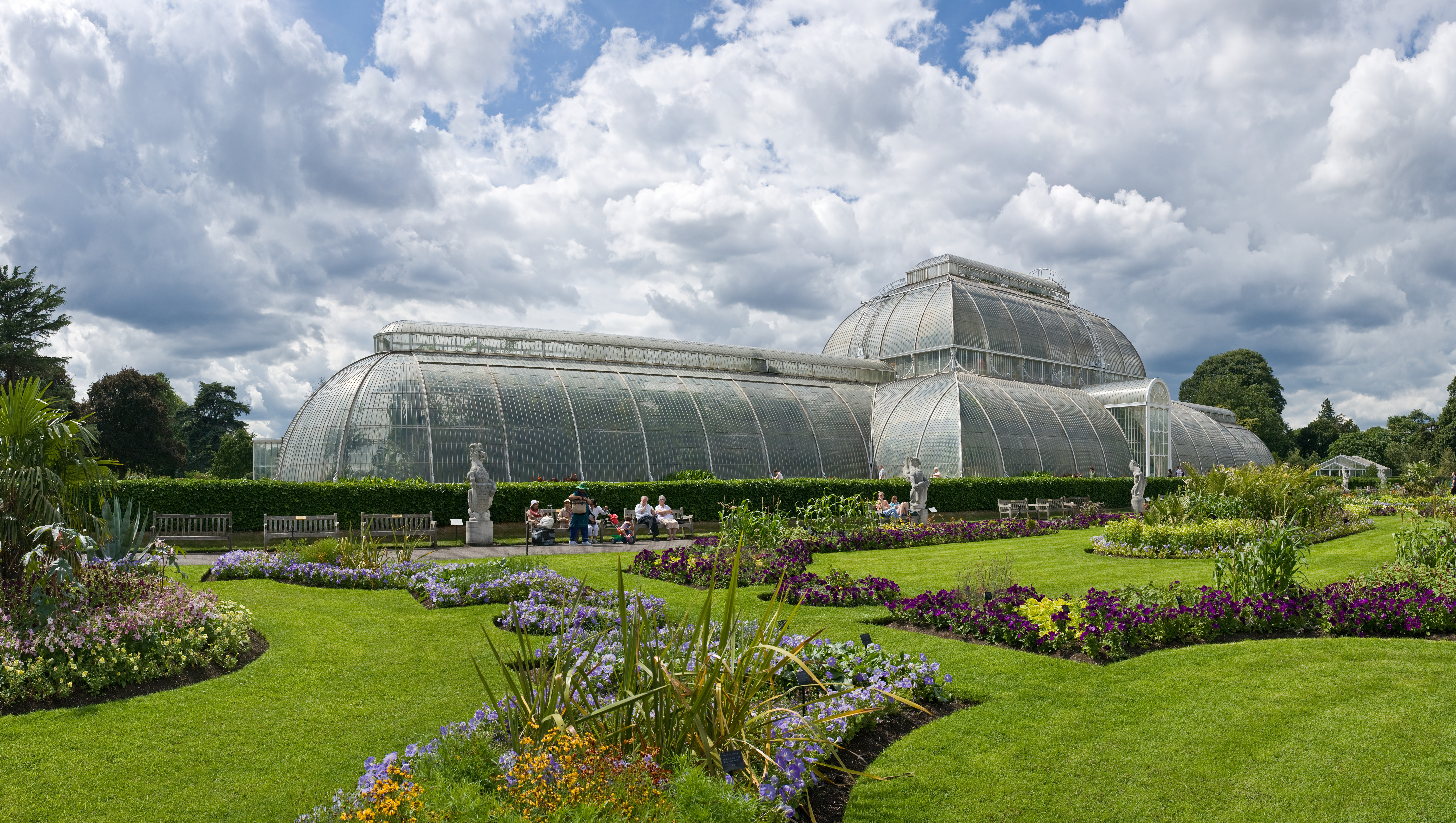
باغ گیاه‌شناسی سلطنتی، کیو. لندن، تأسیس ۱۷۵۹ خانه نخل (Palm House) در سال‌های ۱۸۴۴–۱۸۴۸ توسط ریچارد ترنر بر اساس طراحی‌های دسیموس برتون ساخته شد.

مرور، امروزه و در بیشتر کشورهای پیشرفته و در حال پیشرفت؛ هدف‌های کلی و چارچوب تعریف‌های معماری منظر، در مقیاس‌های متفاوت بر ارتقای کیفیت فضاهای باز و سبز، محیط‌های طبیعی مرتبط با فعالیت‌های انسانی و به ویژه بر مدیریت جلوه‌های بصری منظر و فرایندهای بوم‌شناسی تأکید دارد. همچنین، برخی فعالیت‌ها و خدمات معماری منظر را می‌توان در حوزه‌های برنامه‌ریزی، طراحی و مدیریت و در چند زمینه کلی معرفی کرد: مقیاس بزرگ (برنامه‌ریزی منظر و در آمایش سرزمین تا اسکان، پایداری و بوم‌شناسی منظر)، مقیاس میانی (برنامه‌ریزی و طراحی در مناطق طبیعی بکر و حدود شهر، فضاهای باز و محیط‌های طبیعی درون‌شهری، عناصر طبیعی نظیر رودخانه، جنگل، ساحل دریا و غیره)، مقیاس خرد (فضاهای باز و سبز درون‌شهری، عناصر طبیعی در منظر شهری، سایت و محوطه‌های معماری و غیره).
قدم اول در ایجاد طرح‌های معماری در فضاها و محوطه‌ها، توجه به پارامترهای مکانی و اهداف و احتیاجات بالقوه کسانی است که از این مکان‌ها استفاده می‌کنند.نتایج این تحقیقات در قالب یک برنامه نوشته شده، فهرست یا تحلیل مکانی ارائه می‌شود. مرحله بعد درپروسه طراحی توجه به کانسپت یا همان تصور و مفهوم در محوطه سازی است که مجموع طرح‌ها و ایده‌ها پیرامون چگونگی طراحی و بهبود وضعیت استفاده از یک فضای خاص را در بر می‌گیرد.
در اغلب موارد این ایده‌ها نتیجه تحقیقات و بررسی‌های انجام گرفته‌است اما گاهی طرح‌ها و ایده‌ها قبل از تحقیقات شکل می‌گیرند و متعاقب بررسی‌های انجام شده، تغییراتی در آن‌ها اعمال می‌شود.

## خلاقیت

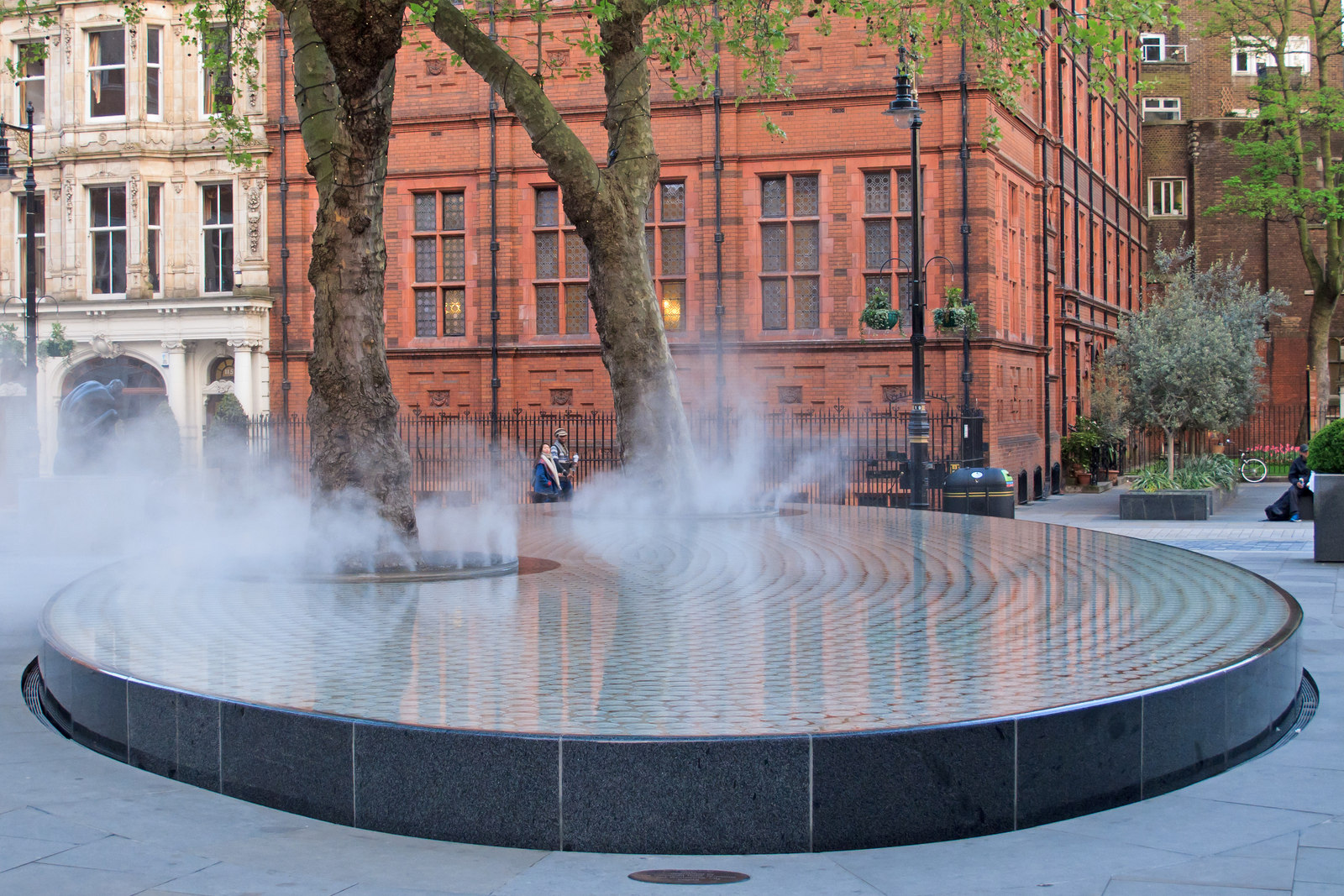
طراحی شهری در میادین شهر. طرح آبی "بخار آب در سکوت" در لندن، که توسط تادائو آندو معمار برجسته ژاپنی انجام شده‌است. تقریباً هر ۱۵ دقیقه ابری از بخار آب به سمت بالا پرتاب می‌شود.

گاهی ترس از مواجه شدن با تازگی‌ها و بدایع یا عادت به بدیهیات، منجر به تکیه و تأکید طراح بر به‌کارگیری راهکاره‌های ساده و پیش پا افتاده می‌شود. اولین پیامد ریسک گریزی، یکنواختی یا همان تکرار بدون نتیجه طرح‌های پیشین است. هیچ ایده ای به ذات خود اشتباه نیست واین شرایط زمانی و مکانی موجود است که گاهی باعث می‌شود برخی ایده‌ها نادرست جلوه کنند به عبارتی می‌بایست به ایده‌ها اعتماد کرد و با رویه تفکر خلاق سعی در تعدیل و به روز کردن آن‌ها کرد.
انواع فرم‌های گیاه در معماری منظر چیست؟
1. شکل مخروطی به صورت فریبنده ای ارتفاع و فضای مخروطی ایجاد شده را بیش از آنچه هست به نمایش می‌گذارد و به معماری محوطه زیبایی خاصی می‌بخشد. گیاهان مخروطی شکل بر جهت عمودی تأکید دارند. این گیاهان معمولاً در طراحی به عنوان نقاط کانونی مطرح می‌شوند.
2. گیاهان ستونی شبیه گیاهان مخروطی هستندبا این تفاوت که نوک آن‌ها مدور است. کاربرد آن‌ها در فضاهای آموزشی است.
3. گیاهان مدور معمول‌ترین نوع گیاهان هستند که اغلب در محوطه مدارس بخش عمده گیاهان را تشکیل می‌دهند.
4. گیاهان چتری میزان گستردگی این گیاهان با ارتفاع آنها نسبت داردو از نظر شکلی، گیاهان چتری برجهت افقی تأکید می‌کنند. طبیعت این درختان با زمین‌های صاف و بدون پستی و بلندی سازگاری بیشتری دارد.
5. گیاهان هرمی ظاهر آن به هرم یا کله قند شباهت دارد. شکل هرمی ویژگی رسمی و معمارانه ای دارند آن‌ها به مجموعه طرح استحکام و دوام می‌بخشند.
6. درختان مجنون غالباً در نواحی مرطوب می‌رویند و درنقاط مرتفع با زاویه‌های تند و حتی نزدیک به عمودی با آویزان شدن شاخه‌ها می‌تواند منظره جالبی را به وجود آورد.

## ارائه چند راه حل برای تفکر خلاق
1. انتخاب فضای مناسب
2. بهبود تفکر خلاق
3. استفاده ذهنی از «اماها و اگرها»
4. بررسی پروژه
5. کنترل و تغییر طرح
6. بررسی راه حل‌های غیرعملی
7. بیان و نمودار ساختن ایده نخستین
8. تغییر مسیر

۹-استراحت ذهن ۱۰-اعتماد به نفس

## نمونه‌ها

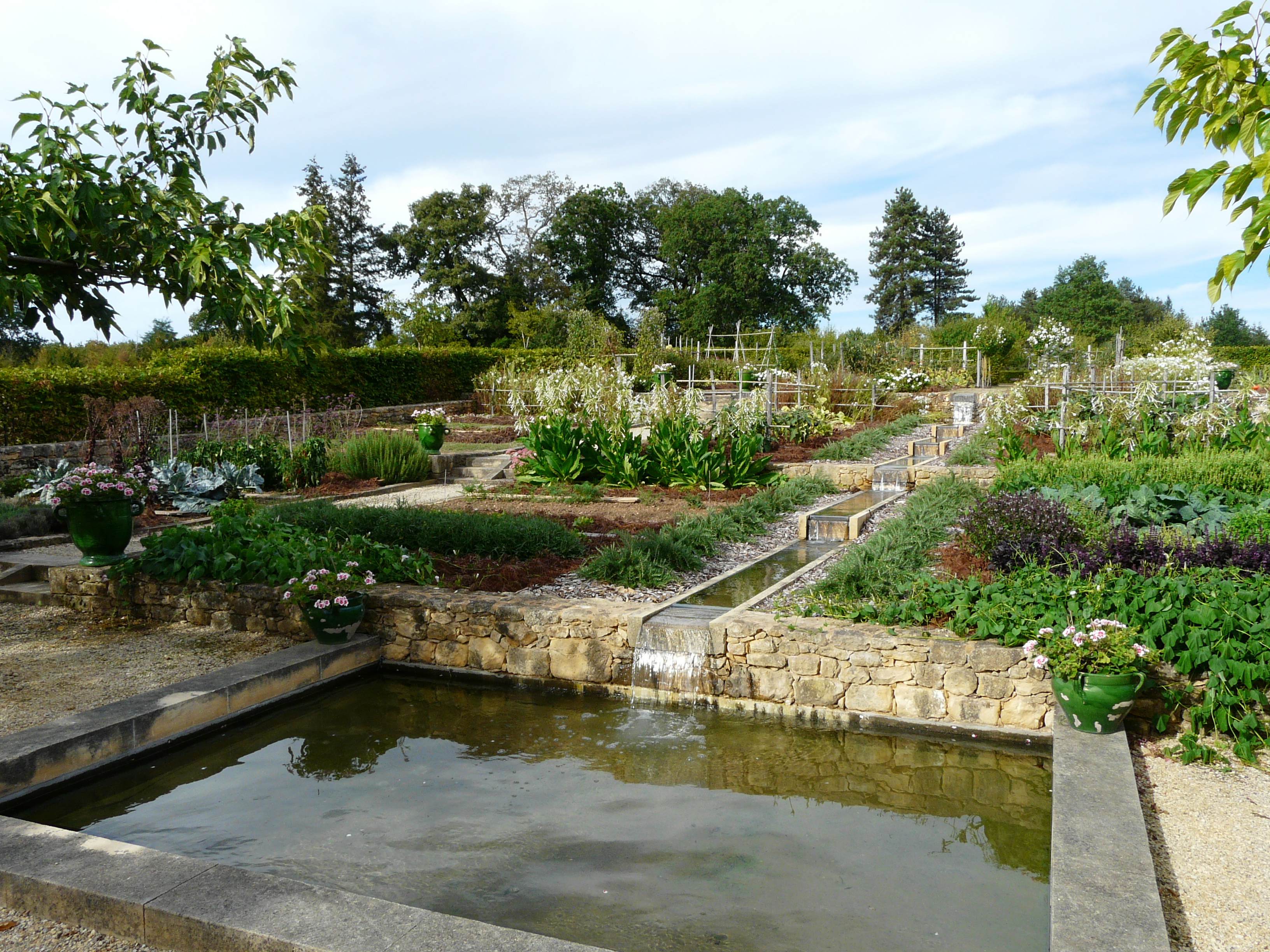
جالیز در Dordogne، فرانسه
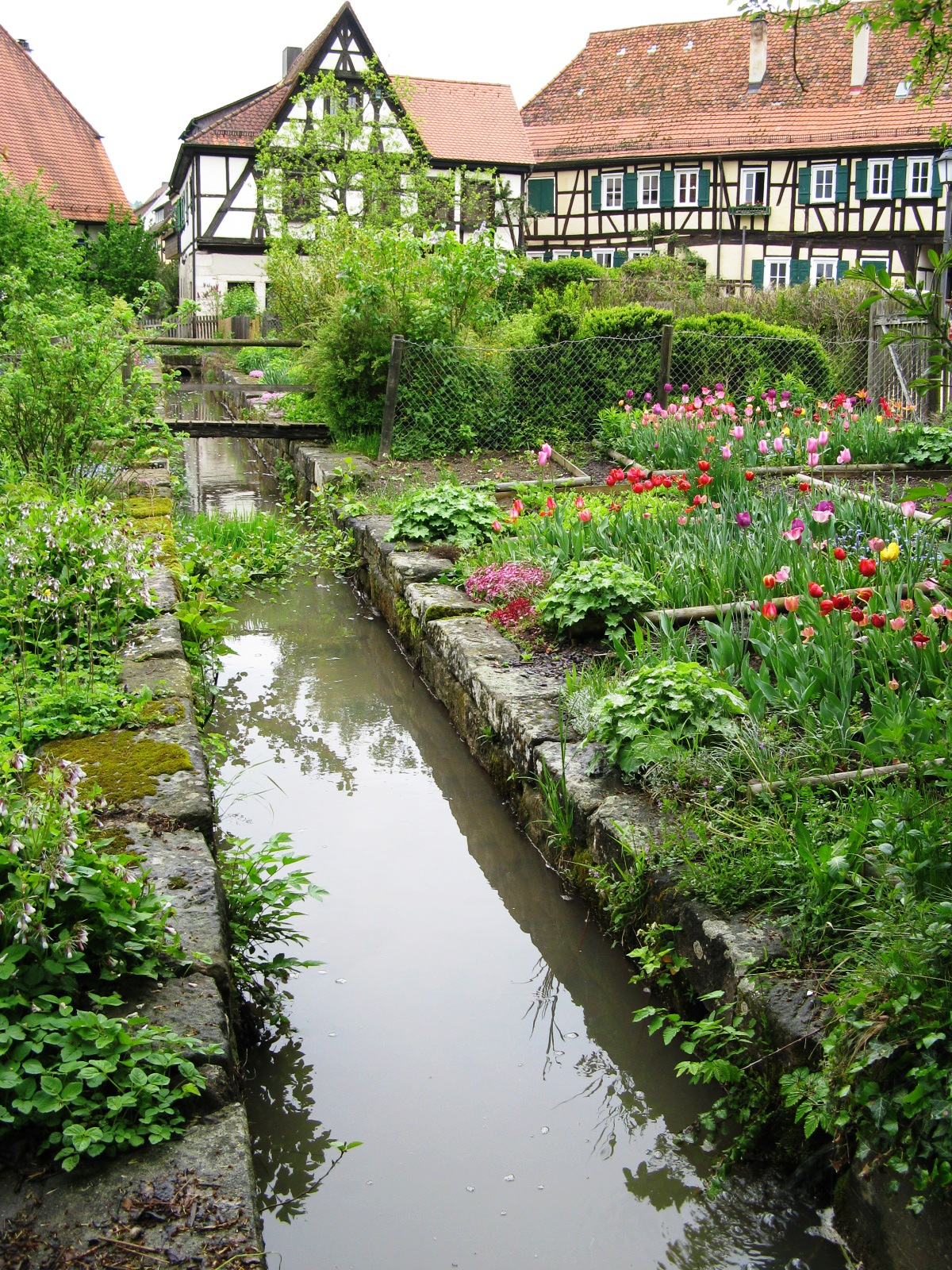
باغ صومعه Abben Bebenhausen در بادن-وورتمبرگ، آلمان
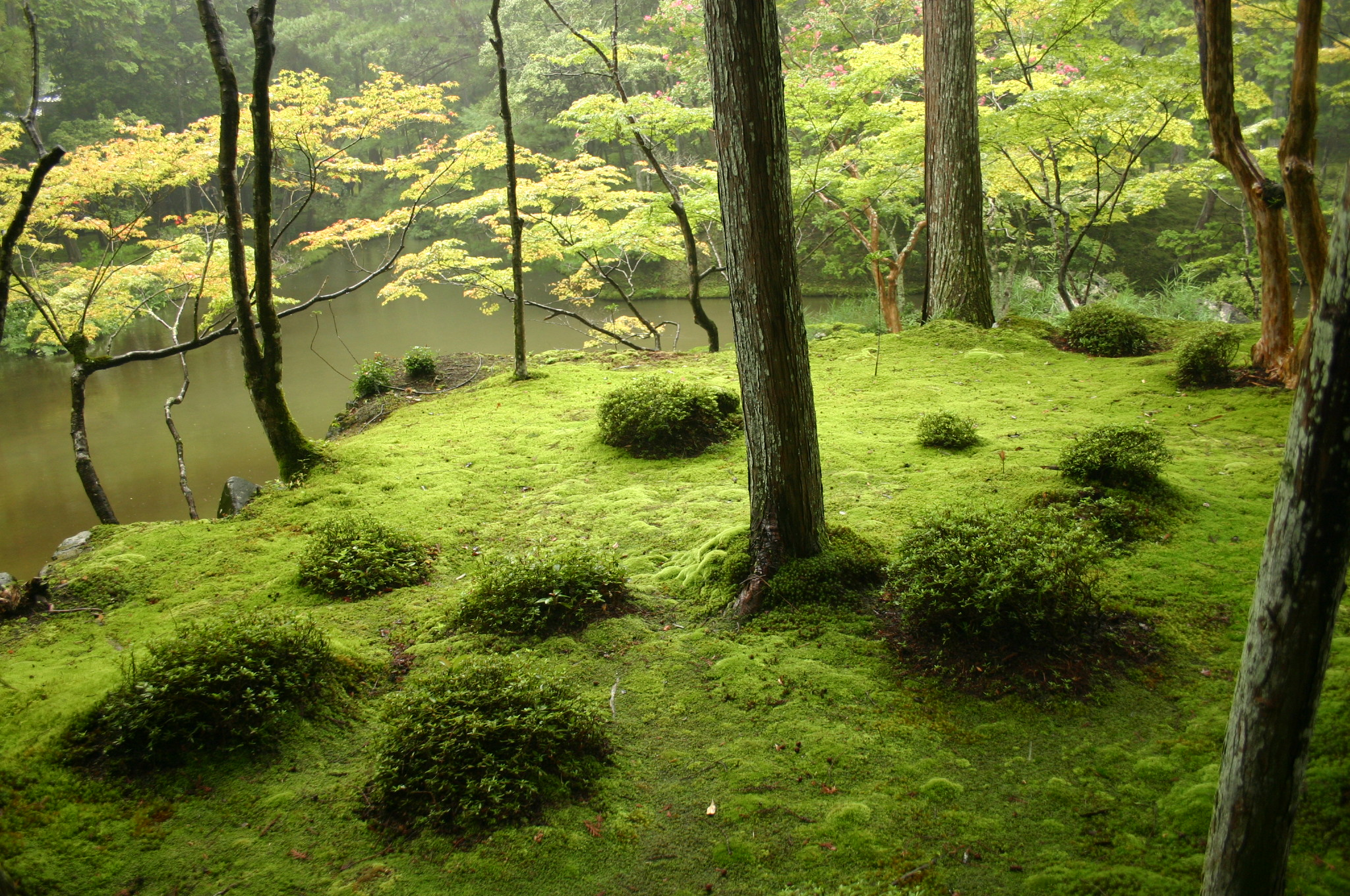
درختستان در سایهو-جی، ژاپن
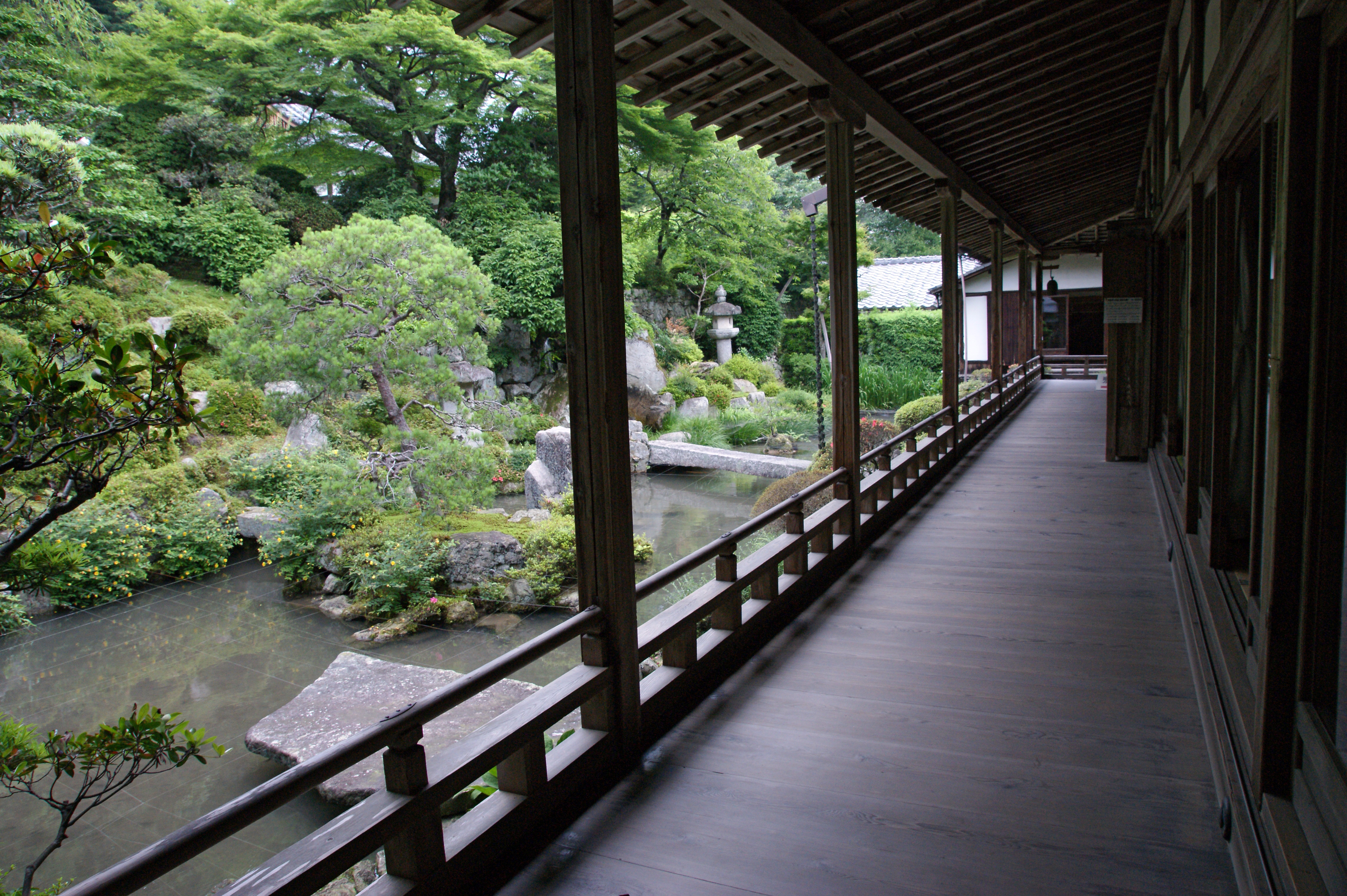
باغ ژاپنی در اتسو ژاپن
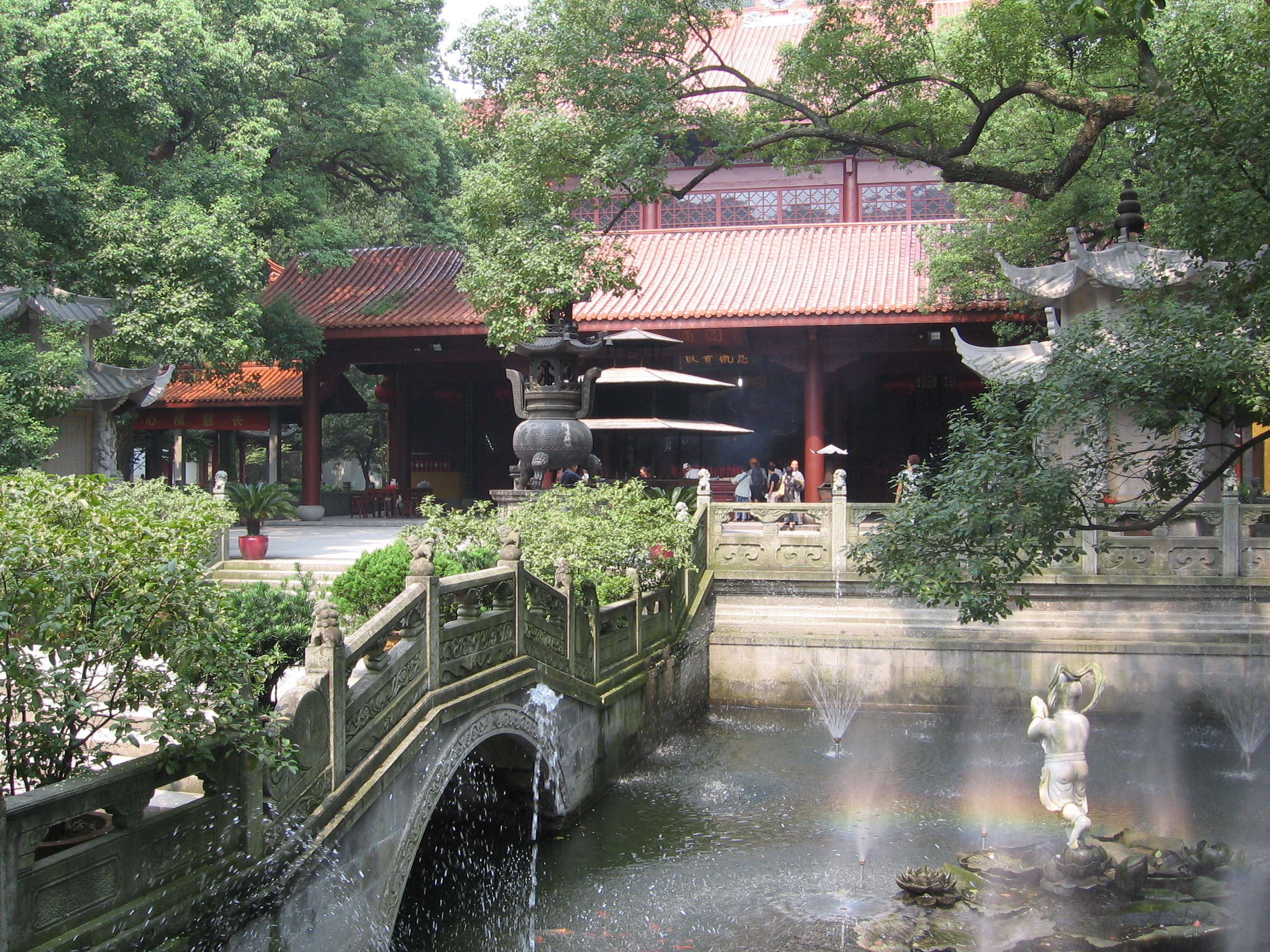
باغ سنتی چینی
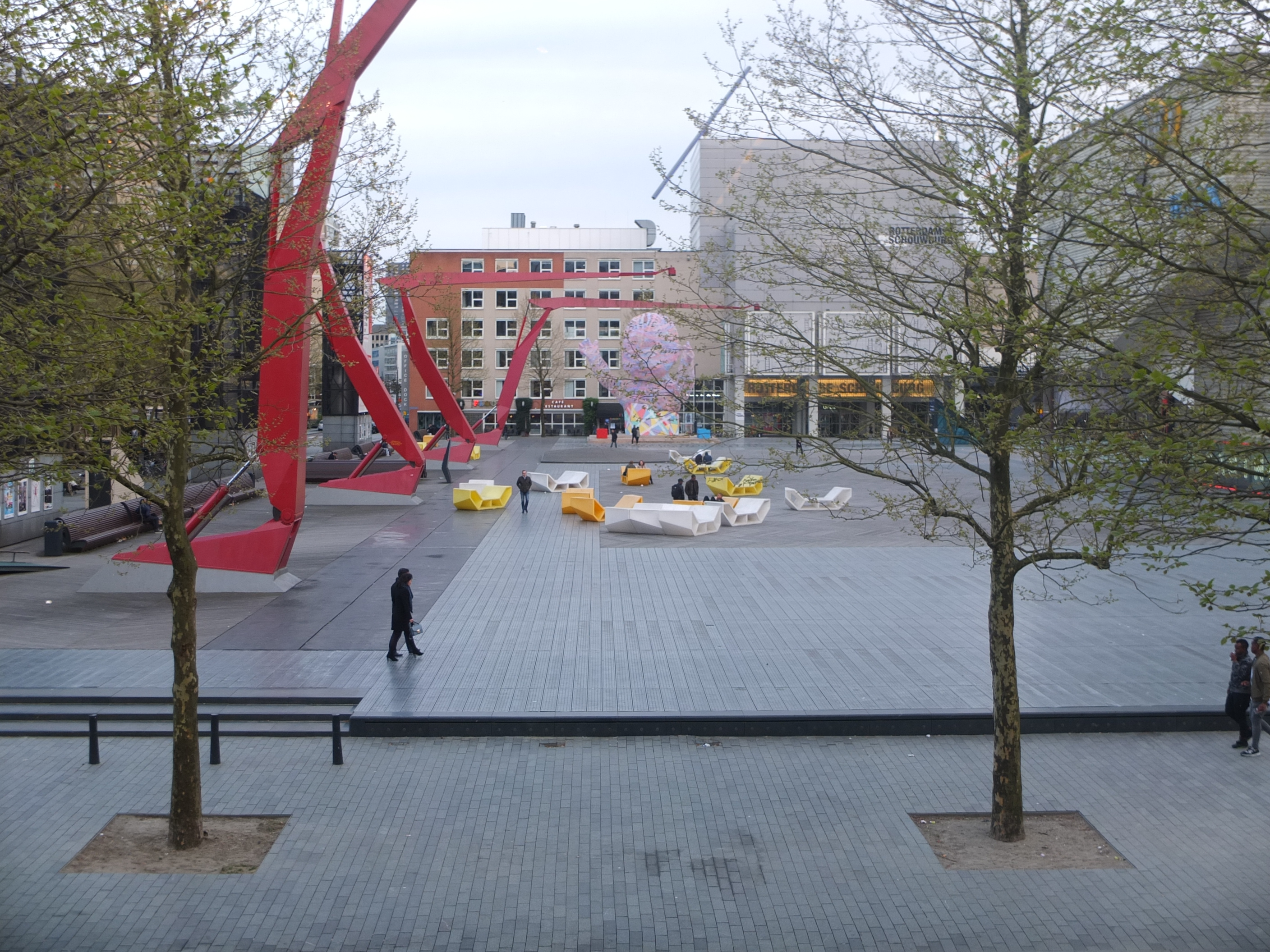
پارک شهری شووبرگپلین در روتردام ، هلند
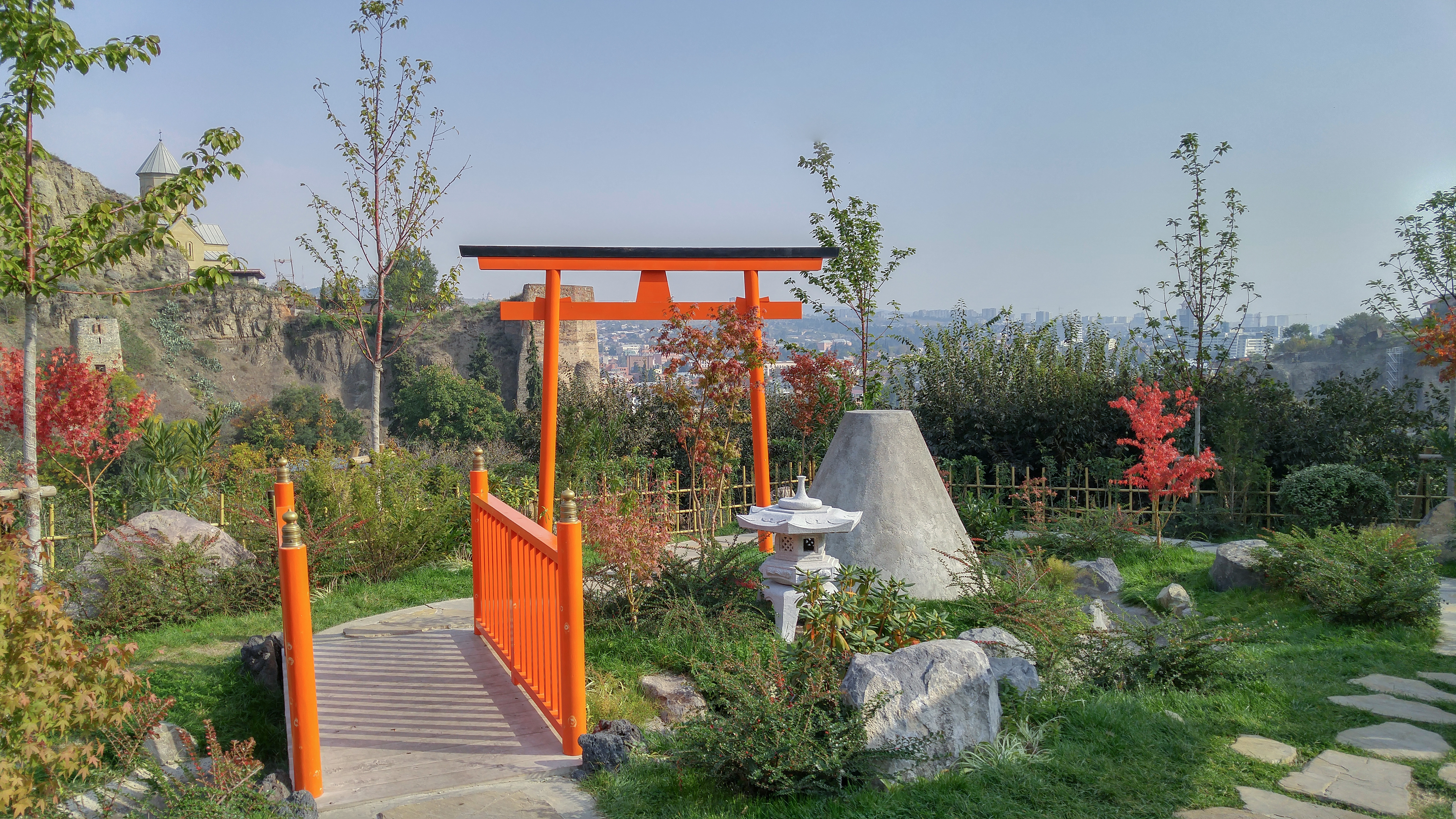
باغ گیاه شناسی تفلیس
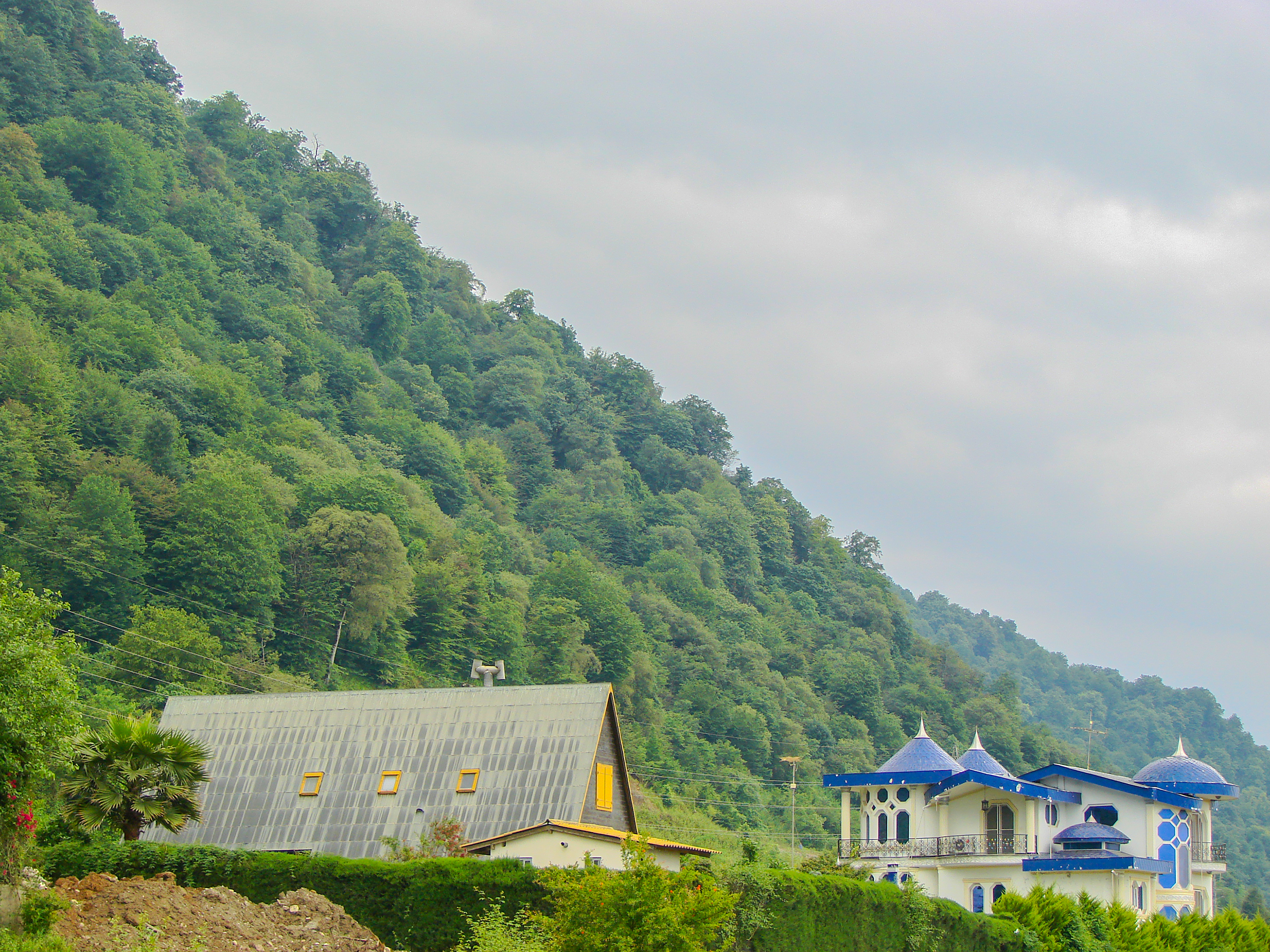
چند خانه ویلایی با نمای جنگلی در شهرک نمک آبرود استان مازندران